# Achille d'Étampes de Valençay
Achille d'Étampes de Valençay, dit le cardinal de Valençay, (juillet 1593, Tours-juillet 1646, Rome) fut un cardinal et officier général français.
Frère de l'archevêque de Reims Léonor d'Estampes de Valençay, il naquit à Tours. Il se signala d'abord comme chevalier de Malte à la prise de Sainte-Maure, dans l'Archipel, puis en France, en Italie et dans les Pays-Bas. Il commanda les troupes d'Urbain VIII contre le duc de Parme, et fit triompher dans cette guerre les armes du pape : il reçut en récompense le chapeau de cardinal (1643), du titre de Saint-Adrien.

## Biographie
Reçu de minorité dans l'ordre de Saint-Jean de Jérusalem dès 1606, à 13 ans, il y aurait fait ses caravanes, devient chevalier de Malte et par la suite officier de galère.
Suit une période flamboyante de bretteur et causeur à Paris, lorsqu’il n’est pas en campagne contre les adversaires de la couronne. Se distingue au siège de Montauban, en 1621, à la suite duquel il est nommé capitaine des chevau-légers du roi à 28 ans, avec rang de mestre de camp de cavalerie. En 1626, il fait échouer une tentative d’assassinat de Richelieu, dans laquelle se trouvait impliqué le comte de Chalais.
Après avoir contribué à la défense de l’île de Ré, face à la marine anglaise, en 1627, Achille de Valençay commande la flotte royale lors du siège de La Rochelle en 1628, avec rang de vice-amiral. Fait maréchal de camp à 34 ans, il se distingue en Piémont au combat du Pas de Suze (1629), où il est blessé. Il tombe en disgrâce à partir d’octobre 1630 pour avoir pris des partis contraires à ceux de Richelieu, comme capitaine des gardes de la reine-mère, jusqu’à la journée des Dupes (1631), puis comme ami du maréchal duc de Montmorency, rebelle exécuté en 1632. 
S’étant exilé à Malte, il se distingue par sa bravoure lors d’un assaut contre l’île ottomane de Sainte-Maure (actuelle Leucate, Grèce) mais cette opération, qu’il semble avoir inspirée et commandée, échoue complètement. L’ordre y perd deux galères, mais surtout de nombreux chevaliers et soldats, tués ou capturés. L’écho de cette action qui parvient en France est flatteur pour Valençay, mais ses relations avec les instances supérieures de l’Ordre se dégradent. Membre de la commission chargée des fortifications de Malte, il conteste les vues du grand maître et démissionne de cette fonction au printemps 1636. Ne bénéficiant pas du soutien de la couronne de France, ni de l’Ordre, il échoue successivement à être désigné général des galères (ou commandant de la flotte), puis maréchal (c’est-à-dire commandant en chef des forces terrestres et navales). Privé d’un avenir à sa mesure en France comme à Malte, le bailli de Valençay se rapproche de la papauté, son neveu Henri de Valençay étant ambassadeur de l’Ordre à Rome et très considéré.
Le Saint-Siège étant entré en guerre avec le duc de Parme en 1641 et se trouvant en assez mauvaise posture, le bailli de Valençay est engagé à titre individuel comme maître de camp général de l’armée pontificale, en septembre 1642. Ayant formé un régiment de 2 000 volontaires français et rapidement redressé la situation militaire, il souhaite retourner en France, après la mort de Louis XIII, espérant y bénéficier d’un pardon. En reconnaissance de ses services militaires et pour le retenir à Rome, Urbain VIII nomme Valençay cardinal in pectore le 13 juillet 1643. Sa création est publiée le 14 décembre 1643. Il le promeut lieutenant-général de ses armées (5 septembre 1643). Valençay mène avec succès la guerre contre Parme et Venise, qui se termine par un traité fin mars 1644. Après la mort d'Urbain VIII et l’élection d’Innocent X, Valençay quitte Rome, sans avoir pris congé du Pape et rentre en France en janvier 1645.
Arrivé à Paris le 27 janvier, il demande audience à la reine et à Mazarin et se voit répondre de quitter Paris dans les vingt-quatre heures et de la France dans les quinze jours. « Le roi est maître de ma vie et de mon bien, mais non pas de mon honneur, et il va de mon honneur de ne partir pas si à la haste de Paris. » Il s’exécute finalement le 2 février et retourne à Rome via Avignon, où il fait halte quelque temps. Toujours bon communicant, il fait courir la rumeur de sa nomination comme ambassadeur de France auprès du Saint-Siège, et s’emploie effectivement à défendre les intérêts de la couronne contre ceux de l’Espagne, jusqu’à son décès, en juillet 1646, à 53 ans. 
Il est enterré à Rome dans l'Église des Carmes de la Victoire.

## Source
- Tallemant des Réaux, Historiettes, 1834. (Sur le Cardinal de Valençay, homme de guerre : "C'était un original (...) d'ailleurs, il était aussi fier que brave.")
- Marie-Nicolas Bouillet  et Alexis Chassang (dir.), « Achille d'Étampes-Valençay » dans Dictionnaire universel d’histoire et de géographie, 1878 (lire sur Wikisource)
- Olivier Poncet: « Un rebelle ? Achille d’Étampes de Valençay (1593–1646) et la monarchie française ». Dans: Bernard Barbiche, Jean-Pierre Poussou, Alain Tallon (dir.): Pouvoirs contestations et comportements dans l’Europe moderne. Mélanges en l’honneur du professeur Yves-Marie Bercé. PUPS, Paris 2005 ( Collection Roland Mousnier ), p. 605–629.
- Louis de La Roque, Catalogue des chevaliers de Malte appelés successivement chevaliers de l'ordre militaire et hospitalier de Saint-Jean de Jérusalem, de Rhodes et de Malte, 1099-1890, Alp. Desaide, Paris, 1891